# Сторожев Сергій Леонідович
Сергій Леонідович Сторожев (9 липня 1980 — грудень 2024) — український футболіст, нападник та півзахисник. Учасник російсько-української війни.

## Клубна кар'єра
Народився 9 липня 1980 року, закінчив школу № 69. З дитинства займався футболом у школі «Кривбасу». У 18 років підписав перший професійний контракт із рідним клубом. Стати основним гравцем першої команди не зумів, зігравши лише 3 гри у вищій лізі, натомість виступав за резервну криворіжців у Другій лізі, де забив 13 голів у 55 матчах, ставши рекордсменом команди за кількістю проведених ігор.
На початку 2000 року став гравцем друголігового «Сокола» (Золочів). Влітку 2001 року перейшов у «Фрунзенець-Ліга-99», проте влітку наступного року клуб об'єднався з ФК «Суми». Після цього Сергій перейшов у «Гірник» (Кривий Ріг), у футболці якого 2006 року закінчив кар'єру гравця.
Надалі працював електрогазозварником. У 2022 році після початку повномасштабного вторгнення Росії приєднався до лав Збройних сил України і майже три роки перебував на передовій. На фронті у Сергія загострилося хронічне захворювання, через що він потрапив до лікарні, де і помер в останні дні 2024 року.

## Досягнення

### Клубні
- Вища ліга України
  -  Бронзовий призер (1): 1999

### Індивідуальні
- Рекордсмен «Кривбасу-2» за кількістю зіграних матчів: 55[7].